# Горицы (Андреапольский район)
Горицы — деревня в Андреапольском районе Тверской области. Входит в Волокское сельское поселение.

## География
Расположена примерно в 11 верстах к западу от деревни Волок.

## История
В конце XIX - начале XX века на месте деревни находилась усадьба Горицы, которая входила в Холмский уезд Псковской губернии..